# Сліпцов Володимир Микитович
Сліпцов Володимир Микитович (нар. 5 червня 1947, Торецьк) — міський голова міста Торецька Донецької області з 1998 року. У квітні 2014 року офіційно підтримав сепаратистсько-терористичне угруповання ДНР.

## Біографічні відомості
Народився 1947 року в місті Торецьк. Почав працювати підземним машиністом електровоза на шахті 12 БІС (нині шахта «Новодзержинська») тресту Дзержинськвугілля. Служив в лавах Радянської армії, в розвідці військово-морського флоту СРСР. 1973 року у місті Волгограді закінчив вищу слідчу школу Міністерства внутрішніх справ СРСР.
З 1978 року працював слідчим оперативного відділу. До 1998 року обіймав посаду першого заступника начальника міського відділу МВС України в місті Торецьку. Звання — підполковник міліції.
1998 року вперше обраний міським головою Торецька.
У 2001 році у Торецьку було відкрито 14 палат для інвалідів Другої світової війни.
За ініціативою Володимира Сліпцова, у Торецьку з 2003 року був створений благодійний фонд «Меценати — дітям», кошти якого йшли на розвиток культури, освіти, дитячого і юнацького спорту, відкрито відділення тимчасового перебування інвалідів та громадян похилого віку, наркологічна лабораторія та реконструйована міська баня.
2010 року вчергове переобраний. Веде активну громадську діяльність із захисту ветеранів війни, праці і ліквідаторів аварії на ЧАЕС.
19 лютого 2014 року під час зустрічі із народним депутатом України Ігорем Шкірею у Торецьку засудив події Революції Гідності в Києві.
|  | Недивлячись на проблеми та політичні катаклізми, які ми маємо, ми налаштовані оптимістично і впевнені у завтрашньому дні, працюємо, виконуємо програму по державному та місцевому розвитку, намагаємося доглядати за містом. Але якщо ми налаштовані на майбутнє, то не все так добре у центральній владі. И дзержинці занепокоєні нинішньою ситуацією, таким істотним політичним різноглядом у суспільстві. Хотілося би жити, створювати, працювати без революцій та катаклізмів. Це побажання всіх нас, яке ми висловили, у тому числі і в ході акцій на підтримку Президента України В.Ф. Януковича. Вважаємо, що адміністрації Президента України у рамках закону необхідно застосовувати більш рішучі дії по стабілізації становища у країні. Вирішувати долю держави мають не 100 тисяч людей на Майдані, а ті мільйони, які також мають свою думку, але не їдуть до Києва, а продовжують працювати. |

Навесні 2014 року підтримав проведення «Референдуму  щодо статусу Донецької народної республіки», що стало предметом розслідування, але після проведеного року у СІЗО, в грудні 2017 був випущений на свободу
За словами Миколи Гриньова, нині Володимир Сліпцов проживає у тимчасово окупованому росіянами Криму.

## Сім'я
Одружений, має двох дітей.

## Нагороди і відзнаки
- 1999 — Подяка Президента України.
- 2000 — відзнака Президії Ради «Союз. Чорнобиль. Україна».
- 2003 — почесна грамота Міністерства України з питань надзвичайних ситуацій і в справах захисту населення від наслідків Чорнобильської катастрофи.
- 2003 — подяка Донецької обласної ради за оперативність у ліквідації наслідків НС в місті Артемівську.
- 2004 — орден Чорнобильський хрест: мужність, честь гуманність.
- 2005 — почесна грамота Верховної Ради України.
- 2006 — відзнака Найкращий благодійник року «Золоте серце» Донецької обласної ради.
- 2009 — орден «За заслуги» III ступеня[9].